# يو إف سي على فوكس: شوغون ضد فيرا
يو إف سي على فوكس: شوغون ضد فيرا (بالإنجليزية: UFC on Fox: Shogun vs. Vera)‏ هو حدث لفنون القتال المختلطة نظمته يو إف سي، أُقيم في 4 أغسطس 2012، على ستيبلز سينتر في لوس أنجلوس، كاليفورنيا، الولايات المتحدة.